# Lei da unidade mental das massas
Lei da Unidade Mental das Massas é uma teoria desenvolvida pelo psicólogo social, sociólogo e físico amador francês Gustave Le Bon (7 de maio de 1841—13 de dezembro de 1931)em sua obra La psychologie des foules (1895),  em que explicita-se a submersão dos dotes particulares dos indivíduos em relação a um grupo, desvanecendo com a sua distintividade. A superestrutura mental, cujo desenvolvimento nos indivíduos apresenta tais dessemelhanças, é removida, e as funções inconscientes, que são semelhantes em todos, ficam expostas à vista.

## Massa, Multidão e Público

### Massa
A massa compõe-se de indivíduos anônimos e é marcada por alguma interação física. A massa resulta de dois elementos precisos:
1) o desenraizamento de grupos que demandam uma cidade ou um novo país, aumentando a pressão urbana, mas sentindo o isolamento e o anonimato,
2) a centralidade dos meios de comunicação (como a imprensa e a rádio). 

### Multidão
A multidão apresenta-se como elemento ou mecanismo cuja pressão se destina a obter interesses (políticos, outros) havendo três causas básicas da multidão:
1) anonimato,
2) emoções que se estendem por imitação ou "contágio",
3) desaparecimento da consciência pessoal. O indivíduo em si fica como que hipnotizado pelo desejo coletivo da multidão.

### Público
Se a multidão se organiza em resposta a emoções partilhadas, o público organiza-se em face de um tema. O público requer capacidade para pensar e raciocinar com outros.
Blumer deu um tratamento especial ao conceito de público, referindo a um grupo de pessoas:
1) que se confrontam com um tema,
2) que se dividem em termos de idéias quanto a um tema,
3) que se envolvem na discussão de um tema.

## Psicologia das Massas
Se no sentido comum, a palavra massa representa uma reunião de indivíduos quaisquer, independentemente de sua nacionalidade, sua profissão ou seu sexo, no ponto de vista psicológico, a expressão massa adquire um significado específico: o grupo possui características distintas do individuo (isolado). A personalidade consciente desaparece e forma a alma coletiva. A coletividade torna-se uma massa psicológica. Ela forma um único ser e encontra-se submetida à lei da unidade mental das massas. Na massa, o exagero de um sentimento é fortalecido  propagando-se muito rapidamente mediante sugestão e contágio. O indivíduo em massa aproxima-se dos seres primitivos. Insensível às nuances, vê todas as coisas em bloco e não conhece as transições.
"A multidão é sempre intelectualmente inferior ao indivíduo isolado, mas do ponto de vista dos sentimentos e das ações que esses sentimentos provocam, a multidão pode, segundo as circunstâncias, ser melhor ou pior que o indivíduo. Tudo depende da natureza da sugestão à qual a multidão é exposta". (Gustave Le Bon, A Psicologia das Massas)
O estudo da “Psicologia das multidões” ou das “Psicologia das massas” foi feito pela primeira vez pelo sociólogo francês Gustave Le Bon em 1886. Os seus estudos apontaram fatores que determinam as opiniões e crenças do indivíduo: fatores imediatos e fatores remotos.

### Fatores Remotos
Raça, tradição, tempo, instituições políticas e sociais e educação. As raças, como os indivíduos de cada raça, tendem a se tornar cada vez mais diferenciados impedindo que a humanidade avance em direção a igualdade. As tradições representam os sentimentos do passado e são uma síntese da raça. Um exemplo de conservação das tradições são os romanos antigos e os ingleses modernos, que mantiveram a sua tradição. É o tempo que faz evoluir e morrer todas as crenças. Sobretudo, prepara as opiniões e as crenças das massas.

### Fatores Imediatos
Imagens, palavras, fórmulas, ilusões, experiência e razão. As palavras evocam imagens, que variam conforme a idade das pessoas e de povo para povo. As fórmulas explicam tudo aquilo que não é explicável pelas argumentações, sendo constantemente mudadas pela ciência. A razão e argumentos são incapazes de combater certas palavras e fórmulas.
As civilizações sempre foram impulsionadas por ilusões. Ilusões do amor, do ódio, da ambição, da glória, todas essas várias formas de uma felicidade incessantemente esperada, que mantêm a atividade do individuo. A constante busca do ser humano por experiência, exemplificam o resultado das suas ilusões. Só através de experimentos é possível alcançar o que se deseja, ou se iludir. As multidões nunca utilizam da razão como princípio e sim a emoção, pois leis da lógica não se aplicam as multidões.

## Os três princípios
É fácil constatar que o indivíduo na multidão difere do indivíduo isolado. Le bon destaca a importância de três princípios básicos: afirmação, repetição e contagio.

### Afirmação
A afirmação tem que ser simples e concisa e passa a ter influência quando a mesma é repetida continuamente.

### Repetição
A repetição contínua fixa na mente e é aceita finalmente como se fosse verdade. A ideia da afirmação é usada nas propagandas continuamente pelos jornais, rádios e televisões, pois devido as suas repetições, esquecem-se o autor e passam a ser aceitas pelo coletivo como uma afirmação.

### Contágio
O contato com as pessoas trás influências uma nas outras pelo contágio. As opiniões e crenças das multidões são propagadas pelo contato e não pela razão. O contagio é capaz de agir com tamanha força que mesmos os sentimentos pessoais desaparecem sob a ação do mesmo.
O prestígio é o resultado adquirido através da tríplice afirmação, repetição e contagio. O prestígio se deve a sentimentos de admiração e medo, exercendo uma dominação individual ou coletiva.